# Mohammed Chaara
 (février 2019).
Mohammed Chaara, né le 16 août 1980 à Amsterdam,, est un acteur, réalisateur et présentateur néerlandais, d'origine marocaine.

## Filmographie

### Cpmme acteur

#### Cinéma et téléfilms
- 1996 : Goudkust (nl) : Samir Amarani
- 2002 : Spangen (nl) : Tarek
- 2002 : Oysters at Nam Kee's (nl) (Oesters van Nam Kee) : Jamal
- 2002 : Costa! (nl) : Ronaldinho
- 2002-2004 : Hartslag : Mo
- 2004 : Shouf Shouf Habibi! : Mustafa Mussi
- 2005 : Zwarte zwanen (nl) : Mo
- 2005 : Kitchen Paradise : Nadir Doenia
- 2005 : Baantjer : Mohnir Amound
- 2006 : Nachtrit (nl) : Mahmoud
- 2006-2009 : Shouf Shouf! (nl) : Mustafa Mussi
- 2007 : Kicks (nl) : Marouan el Karoudi
- 2011 : Broeders (nl) : Mimo
- 2016 : Voetbalmeisjes : Choukri

### Comme réalisateur
- 2008 : Is Normaal toch
- 2010 : Samira[Quoi ?]
- 2012 : Buitenspel (nl)

## Animation
- 2007 : Planet Europe sur NPS (nl) : Présentateur
- 2008 : In de buurt sur AT5 : Présentateur

## Crédit d'auteurs
- (nl) Cet article est partiellement ou en totalité issu de l’article de Wikipédia en néerlandais intitulé « Mohammed Chaara » (voir la liste des auteurs).